# Hans Christoph von Poigk
Hans Christoph von Poigk (* 1696; † 5. Januar 1779 in Dresden) war ein kurfürstlich-sächsischer Kammer- und Bergrat und zuletzt Kammerpräsident und Berggemachdirektor, Amtshauptmann zu Augustusburg im Erzgebirge, Kreissteuereinnehmer sowie Landtagsabgeordneter und Rittergutsbesitzer.

## Leben
Er stammte aus dem Adelsgeschlecht Poigk (früher auch Pogk u. ä.) und schlug die Verwaltungslaufbahn im Dienst der sächsischen Kurfürsten ein. Praktische Erfahrungen in der Verwaltung erwarb er sich als Amtshauptmann in Augustusburg im Erzgebirgischen Kreis. Zuletzt war der Kammerpräsident am Dresdner Hof. Dieses Amt übernahm er 1763 nach der Absetzung von Graf Heinrich von Brühl. Als Vertreter des Leipziger Kreises nahm er an sächsischen Landtagen teil.
Am 3. Februar 1768 erwarb er das Zimmermannsche Haus in Dresden, das spätere Hotel „Stadt Rom“, das er restaurieren ließ. Das Gebäude wurde u. a. deshalb berühmt, weil dort später Karl Marx wohnte.
Hans Christoph von Poigk besaß die Rittergüter Ringethal und Crossen bei Rochlitz im Kurfürstentum Sachsen. Ringethal hatte er von seinem Onkel geerbt. In Ringethal wurde unter seiner Leitung das dortige Rittergut im Jahr 1742 zu einem spätbarocken Schloss um- und ausgebaut. Es bestand seitdem aus zwei Obergeschossen und Mansardendach.
Er war mit Friederica Christiana geborene von Wehlen, Tochter des Rittergutbesitzers Johann Georg von Wehlen aus Martinskirchen verheiratet. Beide hatten nur ein Kind, das ihn überlebte. Sophia Erdmutha von Flemming († 10. Dezember 1793 in Dresden), verheiratet mit Christoph Friedrich von Flemming, übernahm den väterlichen Besitz und dessen Rittergüter. 
Beerdigt wurde er in der Frauenkirche (Dresden). Sein 1722 geborener Sohn Hans Georg von Poigk, der Kanzler am Dresdner Hof geworden war, starb bereits mehrere Jahre vor ihm am 17. Mai 1767.